# Адлер арена
Адлер арена (рус. Адлер-Арена) ледена је дворана у граду Сочију (Краснодарски крај, Русија) изграђена 2012. за потребе такмичења у брзом клизању на Зимским олимпијским играма 2014. године. „Олимпијски овал“ како га често називају, налази се на самој обали Црног мора, на надморској висини од свега 3 метра и део је Олимпијског парка Сочи. 

## Градња и димензије
Радови на дворани започели су у мају 2010, и прва фаза радова окончана је у јануару 2011. постављањем темеља. Потом су уследили радови на постављању металне конструкције и крова који су завршени до краја исте године. Средином 2012. започели су радови у унутрашњости дворане, постављена је бетонска основа за будућу ледену стазу, урађене су трибине и расхладни системи. Дворана је добила употребну дозволу у децембру 2012. године када је одржано и првенство Русије у брзом клизању. Трошкови градње износили су око 32 милиона америчких долара. 
Овална стаза има дужину од 400 метара. На трибинама које се простиру око целе стазе налази се 8.000 седећих места, 3 ВИП ложе укупне повшрине 250 м². Спортисти на клизалиште улазе путем подземног тунела чији излаз се налази у централном делу терена. Дворана поседује 8 свлачионица са по 15 места. 